# Stuart Jones (historien)
Pour les articles homonymes, voir Stuart Jones et Jones.
 (août 2016).
Hugh Stuart Jones est un historien britannique et professeur d'histoire des idées à l'Université de Manchester. 

## Biographie
Il est né dans le Yorkshire de l'Ouest et suit des études à l'école Queen Elizabeth Grammar School de Wakefield, et au Collège de Sainte-Catherine, à Oxford, où il remporte le prix University's Gladstone Memorial Prize. Il étudie la philosophie au Nuffield College, où il organise un stage de recherche (1986-1988). Après avoir enseigné pendant deux ans à New College, il part à Manchester en 1990. Il est chef du Département d'histoire de 2000 à 2003.
Stuart Jones est connu pour son travail sur la pensée politique de la langue française et britannique des XIXe et XXe siècles, sur l'histoire intellectuelle de l'époque victorienne et sur l'histoire des universités. Il est impliqué dans l'histoire intellectuelle du libéralisme. Il est professeur invité du All Souls College, à Oxford, en 2008-2009.

## Publications
- The French State in Question: Public Law and Political Argument in the Third Republic (1993)
- (ed) Auguste Comte: Early Political Writings (1998)
- Victorian Political Thought (2000)
- Intellect and Character in Victorian England: Mark Pattison and the Invention of the Don (2007)